# Morris dance

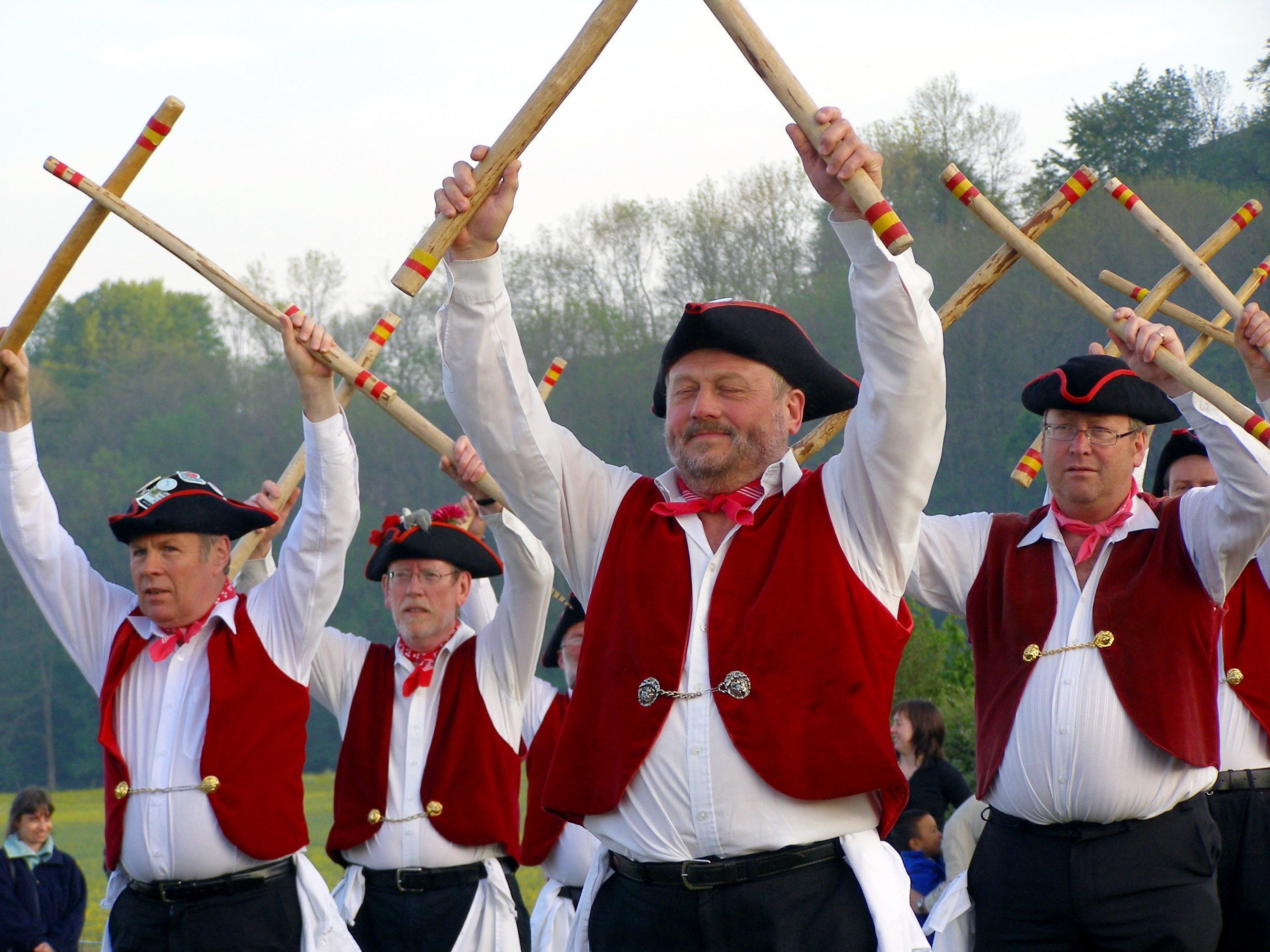
Morrisdansers

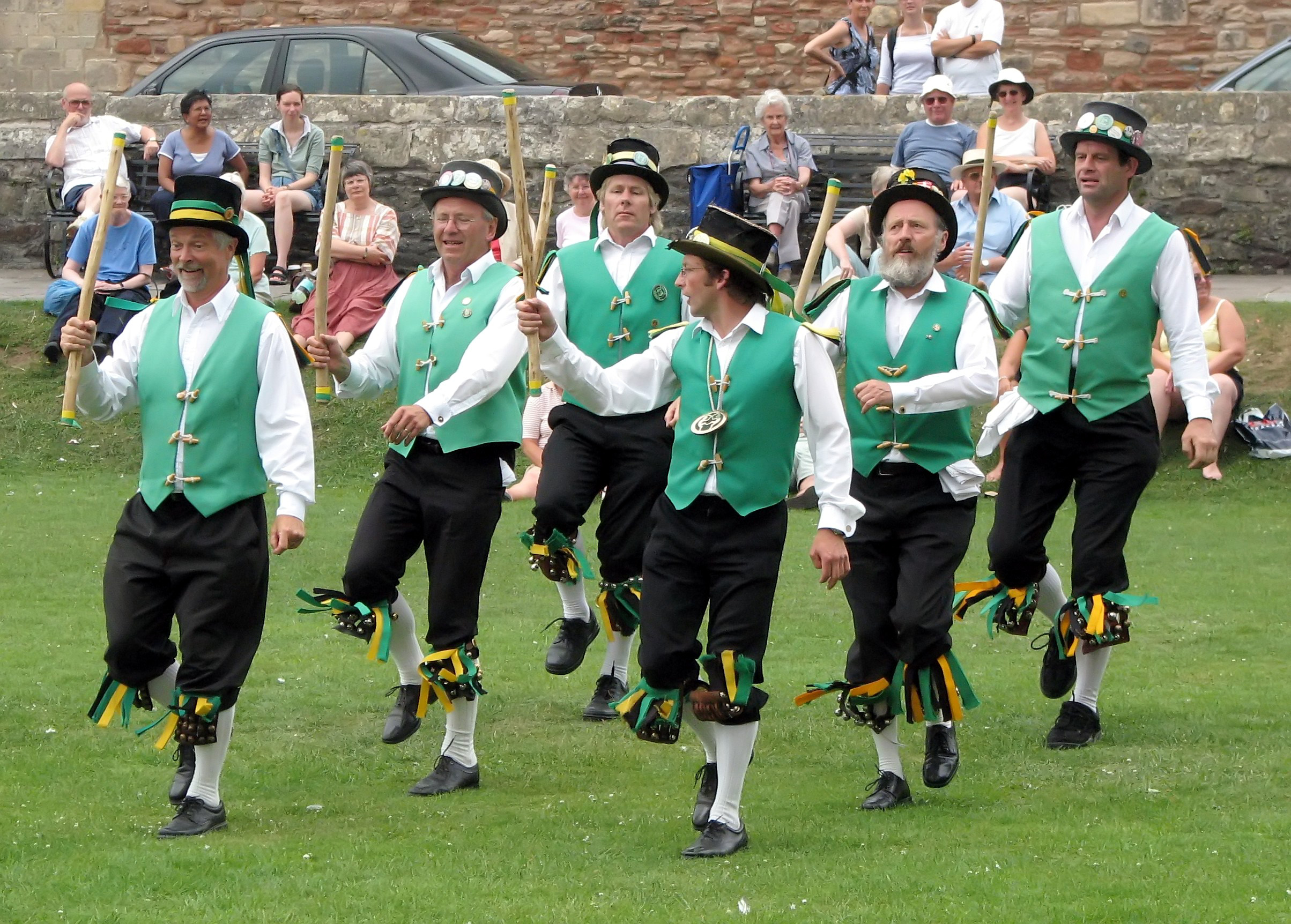
Morrisdansers

Morris dance is een Engelse volksdans, meestal begeleid door muziek. Het is gebaseerd op ritmische begeleiding en de uitvoering door een groep dansers. Aan de onderkant van de benen zijn meestal banden met belletjes aangebracht, die dan dienen om kwade geesten weg te jagen. Het is waarschijnlijk dat de Morris dance eigenlijk een voorchristelijke vruchtbaarheidsrite is. De dans geeft dan uitdrukking aan de viriliteit en kracht van de dansers. Er wordt naast stokken en zwaarden ook met zakdoeken gezwaaid. Die staan dan weer voor de puurheid.
Er zijn aantekeningen in Engelse registers over de Morris dance die teruggaan tot 1448. Er is geen melding gemaakt van morrisdansen eerder dan de late 15e eeuw.
De Morris dance wordt over het algemeen gezien als een uniek Engelse folkloristische activiteit, ook al zijn er ongeveer 150 morrisdansgroepen in de Verenigde Staten. Van oorsprong Engelse bewoners in Australië, Canada, Nieuw-Zeeland en Hongkong hebben ook hun eigen morrisgroepen. Er zijn tevens geïsoleerde groepen in andere landen, bijvoorbeeld die in Utrecht, de Arctische Morrisgroep van Helsinki, en groepen in Stockholm en in de Elzas.
De muziek werd traditioneel verzorgd door een blaasinstrument en trommel of een viool. Deze zijn vandaag nog steeds in gebruik, maar het meest gebruikte instrument is de diatonische accordeon (trekzak). Andere accordeons en concertina's komen ook vaak voor en andere instrumenten zoals tonnen worden soms gebruikt.
Cotswolds-zwaarddansers zijn vaak vergezeld door een enkele speler, maar de dansers in het noordwesten en de grensstreek met Schotland hebben meestal een bandje, soms met een trommel.

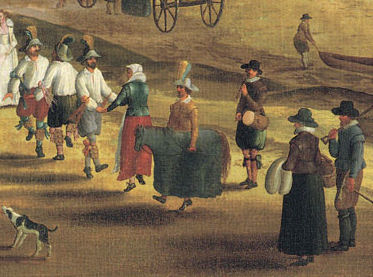
Morris dance (met paardfiguur) aan de Theems nabij Richmond, ca. 1620
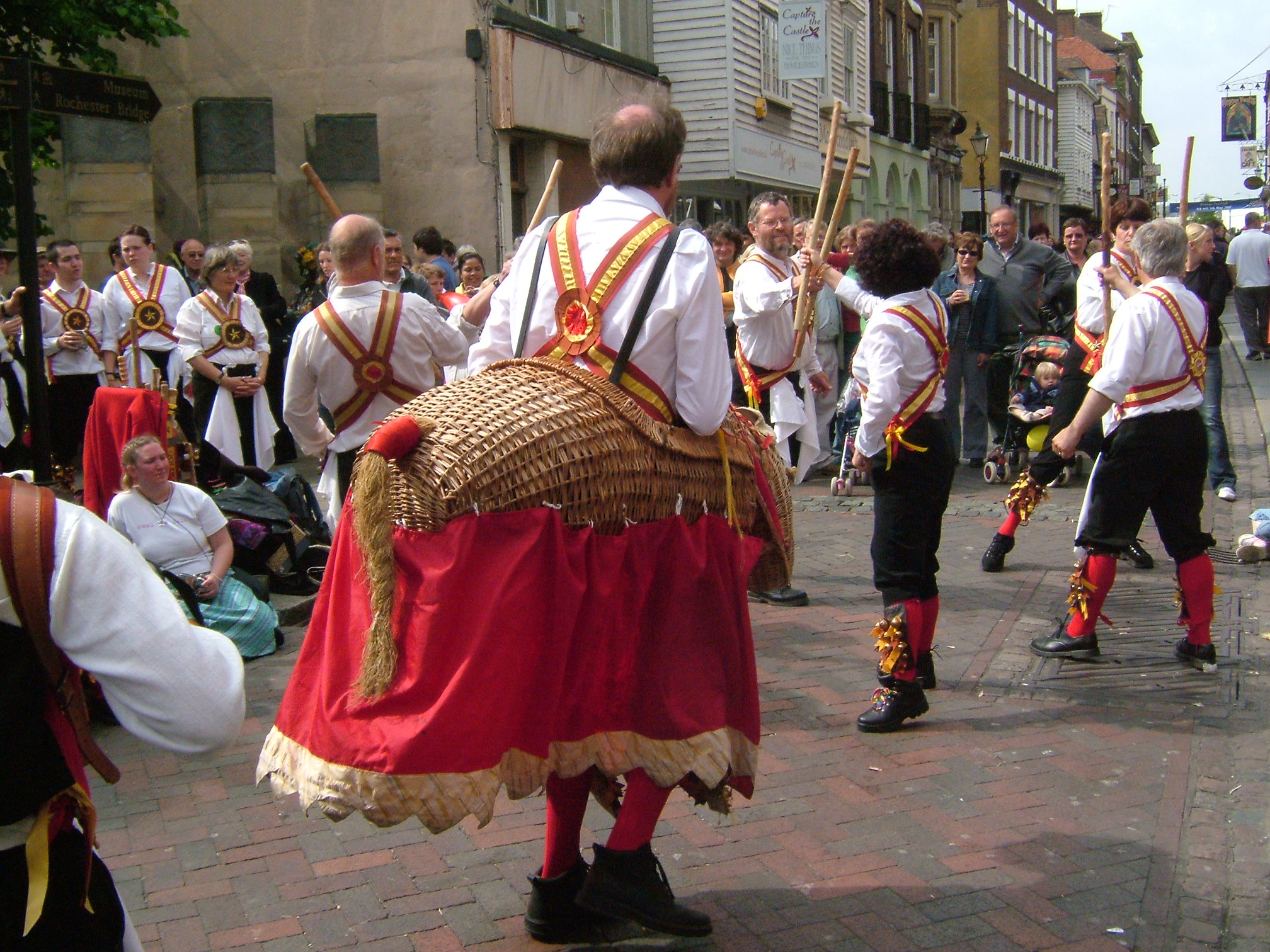
Morris dance met paardfiguur
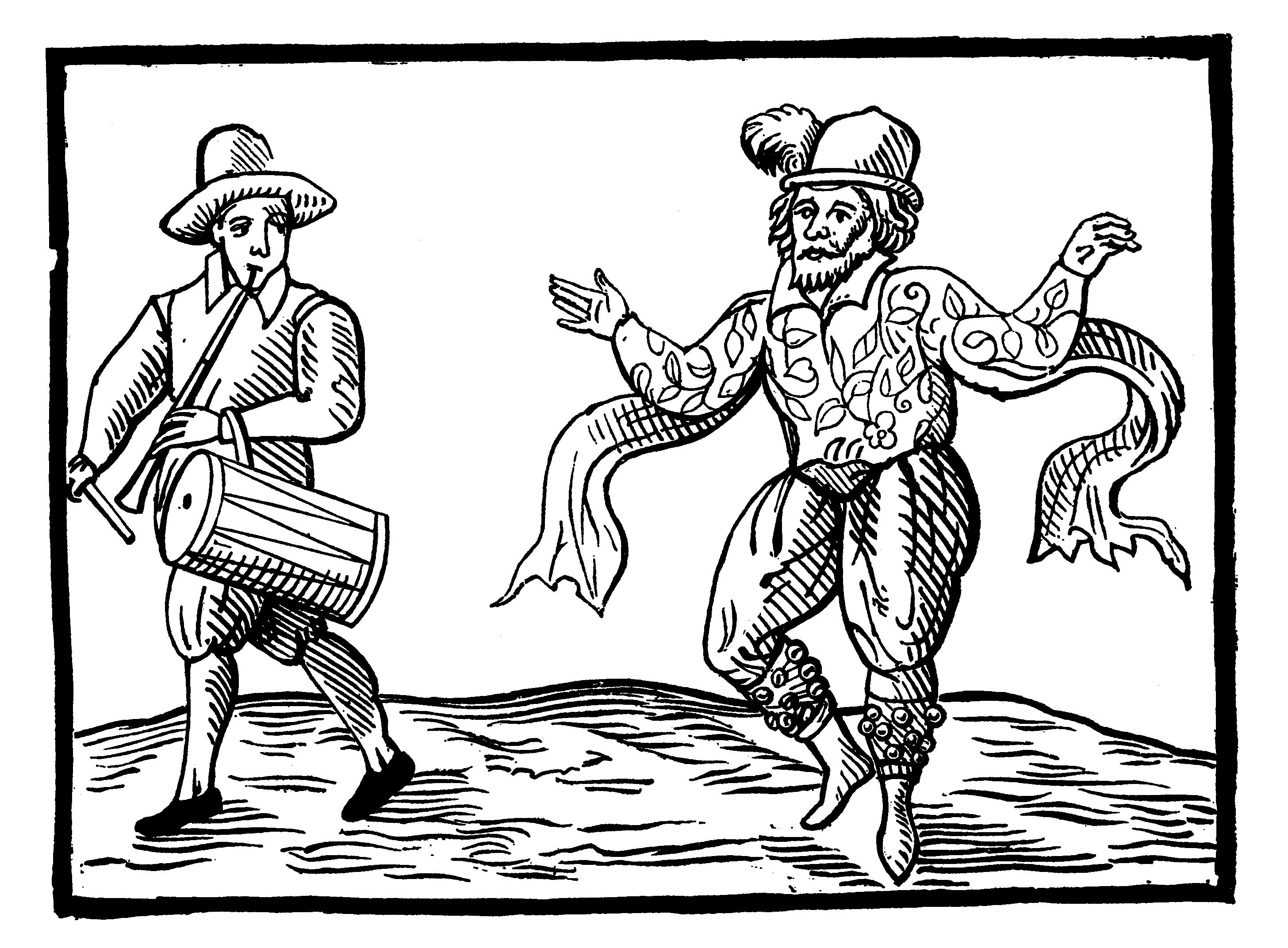
Illustratie van William Kempe, 1600

## Andere volksdansen
De Morris dance kan worden vergeleken met de Căluşari uit Roemenië en Bulgarije. Ook hier worden stokken, linten en bellen gebruikt. Een nar en het paard spelen een belangrijke rol in deze dans, die is afgeleid van pre-christelijke vruchtbaarheidsrituelen.

## Discografie
- Morris On - 1972
- Son of Morris On - 1976
- Grandson of Morris On - 2002
- Great Grandson of Morris On - 2004
- Morris On The Road - 2005
- The Magic of Morris - 2005
- The Magic of Morris (deel 2) - 2009
- The Mother of all Morris - 2007
- A Touch of Morris - 2007
- The Dark Morris Song - 2013